# Fritz Wotruba

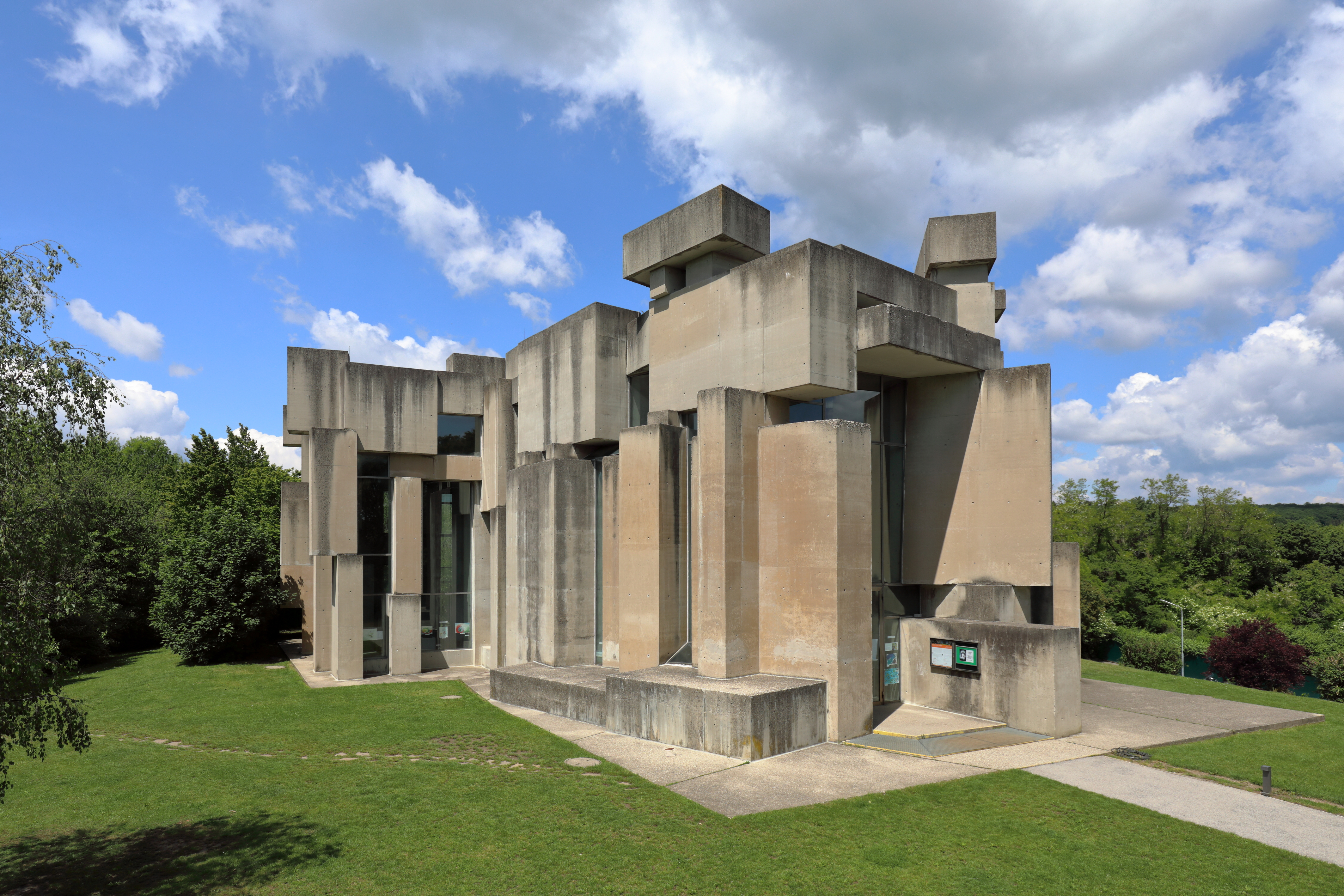
Heliga trefaldighetskyrkan i Mauer vid Wien

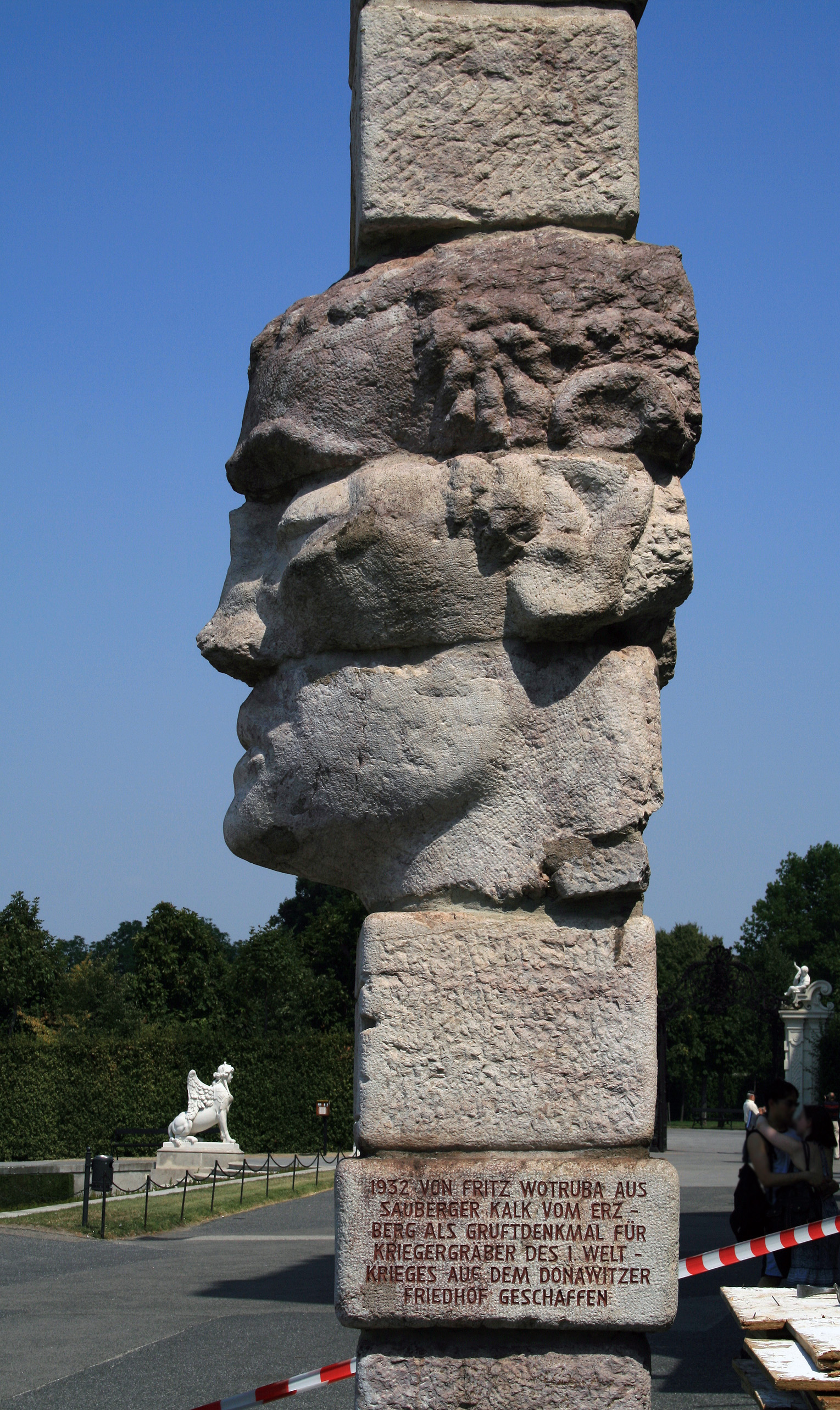
Mensch, verdamme den Krieg (1932)i Belvedere i Wien

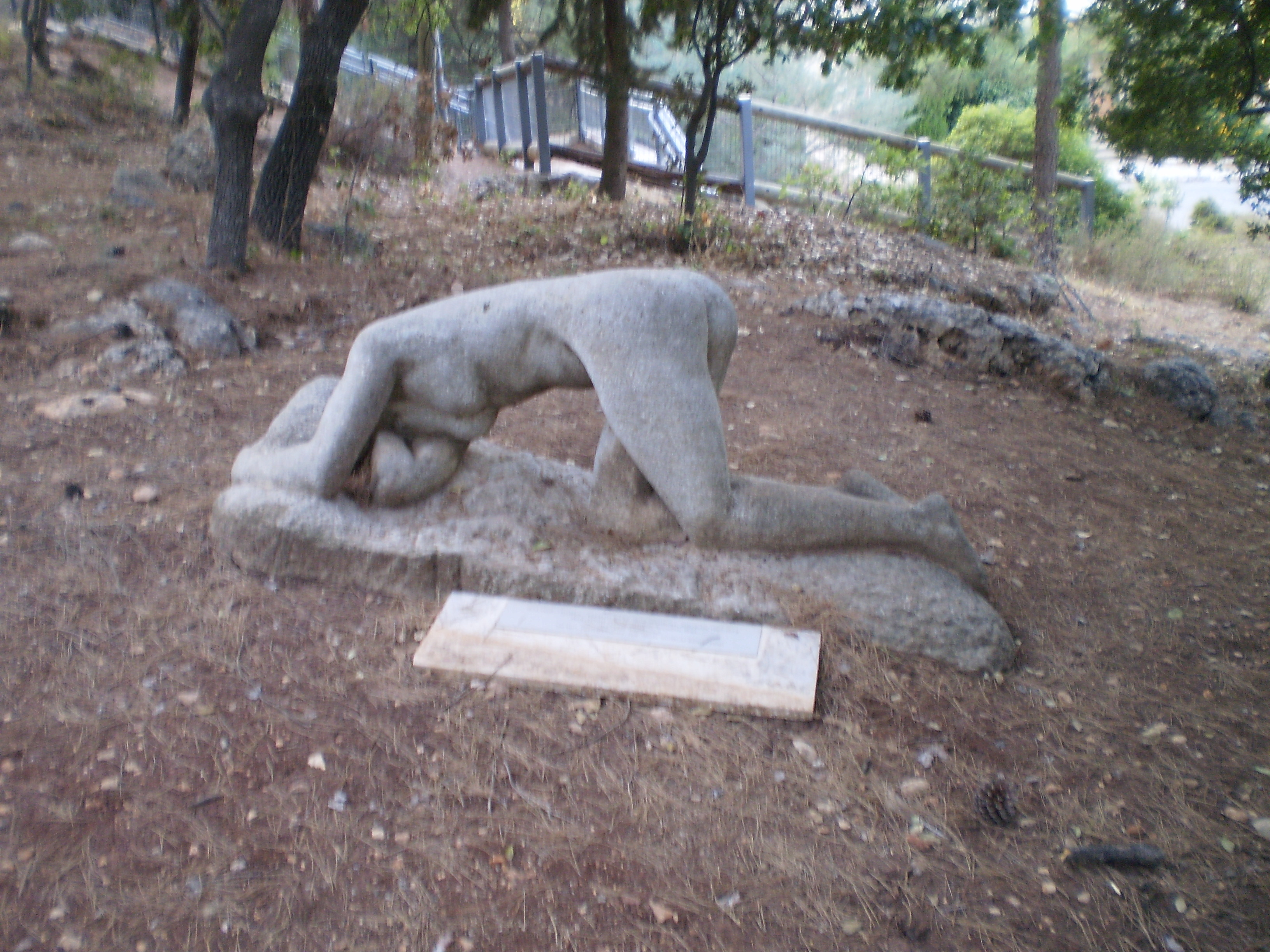
Falling Woman, Amirim skulpturpark i Israel

Fritz Wotruba, född 23 april 1907 i Wien i Österrike, död 28 augusti 1975 i Wien, var en österrikisk skulptör.
Fritz Wotruba var det yngsta av åtta barn till snickaren Adolf Wotruba från Böhmen och Maria Wotruba från Ungern. Han genomgick 1921-25 utbildning till gravör som lärling vid Josef Schantins Graveur- und Stanzenwerkstätte i Wien. Han studerade under några månader 1926 konst vid en öppna kvällskurser vid Kunstgewerbeschule des Österreichischen Museums für Kunst und Industrie i Wien. Åren 1926-28 studerade han för Anton Hanak vid skulpturlinjen vid samma skola. Där lärde han också känna Marian Fleck (1905-51), som han gifte sig med 1929. 
Åren 1938-45 bodde han i asyl i Schweiz. År 1945 blev han professor vid Akademie der bildenden Künste Wien. Han representerade Österrike vid Venedigbiennalen 1948 och 1952 och deltog i documenta III i Kassel 1964 och också i documenta 6 år 1977.
Hans största arbete var planen för Den heliga trefaldighetskyrkan i stadsdelen Mauer i Wien, också kallad Wotrubakirche, som blev invigd 1976 efter Wotrubas död.
Fritz Wotruba använde sig av kuben som grundelement i sina geometriska abstraktioner.

## Elever
- Alfred Hrdlicka, elev 1953-57 vid Akademie der bildenden Künste Wien
- Adolf Kloska, elev 1948-57